# Сьюані (Теннессі)
Сьюані (англ. Sewanee) — переписна місцевість (CDP) в США, в окрузі Франклін штату Теннессі. Населення — 2535 осіб (2020).

## Географія
Сьюані розташоване за координатами 35°11′51″ пн. ш. 85°55′21″ зх. д. / 35.19750° пн. ш. 85.92250° зх. д. (35.197614, -85.922577).  За даними Бюро перепису населення США в 2010 році переписна місцевість мала площу 10,11 км², з яких 10,07 км² — суходіл та 0,05 км² — водойми.

### Клімат
| Клімат : Сьюані       | Клімат : Сьюані | Клімат : Сьюані | Клімат : Сьюані | Клімат : Сьюані | Клімат : Сьюані | Клімат : Сьюані | Клімат : Сьюані | Клімат : Сьюані | Клімат : Сьюані | Клімат : Сьюані | Клімат : Сьюані | Клімат : Сьюані | Клімат : Сьюані |
| Показник              | Січ.            | Лют.            | Бер.            | Квіт.           | Трав.           | Черв.           | Лип.            | Серп.           | Вер.            | Жовт.           | Лист.           | Груд.           | Рік             |
| Середній максимум, °C | 7,8             | 8,9             | 13,9            | 19,4            | 23,9            | 27,8            | 29,4            | 28,9            | 26,7            | 20,6            | 14,4            | 8,3             | 8,9             |
| Середній мінімум, °C  | −1,1            | −0,6            | 3,9             | 8,3             | 13,3            | 17,2            | 18,9            | 18,9            | 16,1            | 10,0            | 4,4             | 0,0             | 8,9             |
| Норма опадів, мм      | 137             | 127             | 150             | 127             | 119             | 122             | 137             | 114             | 91              | 84              | 109             | 140             | 1455            |
| Днів з опадами        | 10              | 10              | 10              | 9               | 9               | 9               | 10              | 8               | 6               | 6               | 8               | 9               | 104             |
| --------------------- | --------------- | --------------- | --------------- | --------------- | --------------- | --------------- | --------------- | --------------- | --------------- | --------------- | --------------- | --------------- | --------------- |
| Джерело: Weatherbase  |                 |                 |                 |                 |                 |                 |                 |                 |                 |                 |                 |                 |                 |

## Демографія
Згідно з переписом 2010 року, у переписній місцевості мешкало 2311 осіб у 436 домогосподарствах у складі 271 родини. Густота населення становила 228 осіб/км².  Було 563 помешкання (56/км²).
Расовий склад населення:
| - 90,7 % — білих - 4,9 % — чорних або афроамериканців - 2,9 % — азіатів - 0,6 % — корінних американців |

До двох чи більше рас належало 0,8 %. Частка іспаномовних становила 2,9 % від усіх жителів.
За віковим діапазоном населення розподілялося таким чином: 7,4 % — особи молодші 18 років, 82,5 % — особи у віці 18—64 років, 10,1 % — особи у віці 65 років та старші. Медіана віку мешканця становила 21,4 року. На 100 осіб жіночої статі у переписній місцевості припадало 90,5 чоловіків;  на 100 жінок у віці від 18 років та старших — 89,6 чоловіків також старших 18 років.
Середній дохід на одне домашнє господарство  становив 78 798 доларів США (медіана — 73 750), а середній дохід на одну сім'ю — 107 071 долар (медіана — 95 156). Медіана доходів становила 61 667 доларів для чоловіків та 48 250 доларів для жінок. За межею бідності перебувало 11,8 % осіб, у тому числі 7,2 % дітей у віці до 18 років та 0,0 % осіб у віці 65 років та старших.
Цивільне працевлаштоване населення становило 1029 осіб. Основні галузі зайнятості: освіта, охорона здоров'я та соціальна допомога — 75,7 %, мистецтво, розваги та відпочинок — 8,1 %, науковці, спеціалісти, менеджери — 2,3 %.